# باتريك فولسكي
باتريك فولسكي (بالبولندية: Patryk Wolski)‏ هو لاعب كرة قدم بولندي في مركز الهجوم، ولد في 12 أبريل 1993 في رادوم في بولندا. لعب مع لخ بوزنان.

## وصلات خارجية
- باتريك فولسكي على موقع قاعدة بيانات كرة القدم.إي يو (الإنجليزية)
- باتريك فولسكي على موقع Soccerway.com (الإنجليزية)